# Rue Lucien-Lambeau
La rue Lucien-Lambeau est une voie du 20e arrondissement de Paris, en France.

## Situation et accès
La rue Lucien-Lambeau est une voie publique située dans le 20e arrondissement de Paris. Elle débute rue des Docteurs-Déjérine et se termine avenue du Professeur-André-Lemierre.

## Origine du nom

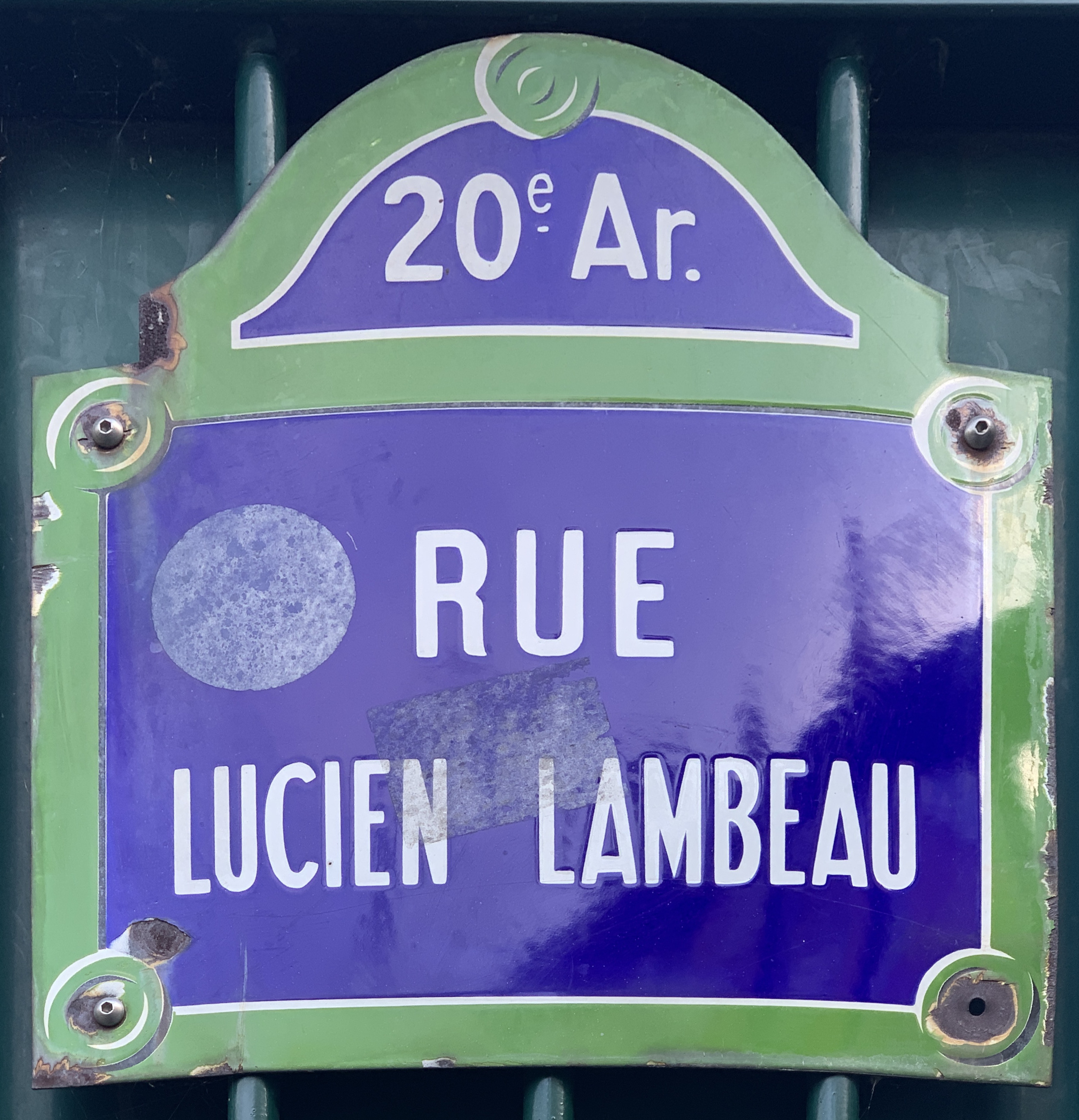
Plaque de la rue.

Elle porte le nom de Lucien Lambeau (1854-1927), historien de Charonne et des communes annexées en 1859.

## Historique
Cette rue a été détachée de la rue du Bel-Air, antérieurement « chemin du Bel-Air », alors sur le territoire de Bagnolet annexé à Paris par décret du 27 juillet 1930. Elle prend sa dénomination actuelle par un arrêté du 3 juin 1932.
La rue Lucien Lambeau communique avec l'avenue du Professeur-André-Lemierre par une passerelle établie lors de la création du boulevard périphérique en 1969.